# Magnolia sellowiana
Espèce
Statut de conservation UICN

 DD  : Données insuffisantes
Magnolia sellowiana est une espèce de plantes à fleurs de la famille des Magnoliaceae. C'est un arbre trouvé au Brésil.

## Description
C'est un arbre.

## Répartition et habitat
L'espèce est trouvée au Brésil (Minas Gerais, São Paulo, Rio de Janeiro).
Elle pousse en milieu tropical humide.